# Krzczonów (województwo małopolskie)
Krzczonów – wieś w Polsce położona w województwie małopolskim, w powiecie myślenickim, w gminie Tokarnia.
Wieś królewska położona była w drugiej połowie XVI wieku w powiecie szczyrzyckim województwa krakowskiego. Wchodziła w skład klucza myślenickiego, stanowiącego uposażenie kasztelanów krakowskich. W latach 1954–1961 wieś należała i była siedzibą władz gromady Krzczonów, po jej zniesieniu w gromadzie Pcim. W latach 1975–1998 miejscowość administracyjnie należała do województwa krakowskiego.

## Położenie
Miejscowość położona jest w dolinie dużego potoku Krzczonówka, który oddziela Beskid Makowski od Beskidu Wyspowego. Pola uprawne i zabudowania Krzczonowa znajdują się w dolinie potoku oraz wysoko podchodzą na północne stoki Zębalowej należącej do Beskidu Wyspowego, i południowe masywu Kotonia w Beskidzie Makowskim. Przez Krzczonów, wzdłuż Krzczonówki biegnie droga łącząca Pcim ze Skomielną Czarną

## Części wsi
Integralne części wsi Krzczonów:
przysiółkiLeśni
części wsiBryle, Cyrla, Gracze, Grygi, Jamrozy, Korzenie, Morgi, Ostoje, Pachury, Pawliki, Pierony, Proszki, Raki, Rusnaki, Sabały, Spyrki, Tajsy, Wojtowce, Wróble, Dziejce, Zagrody

## Osoby związane z miejscowością
- Stanisław Słonina